# Vactangue (irmão de Hormisda IV)
Vactangue (Vakhtang) foi um oficial sassânida do final do século VI e começo do VII, ativo no reinado do xá Cosroes II (r. 590–628). Sua existência é questionada.

## Vida

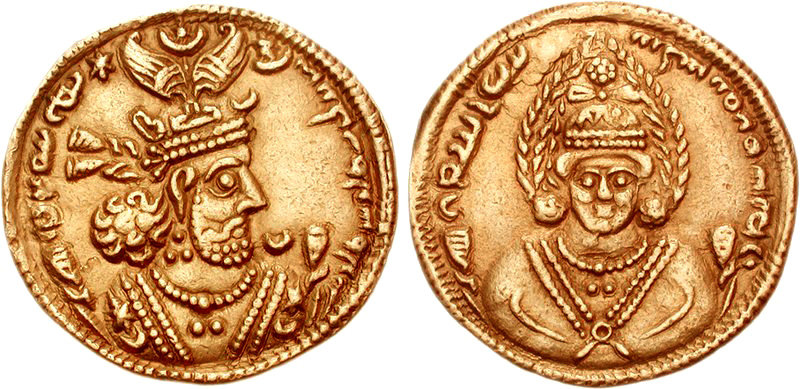
Dinar de r.

Vactangue era supostamente filho de Cosroes I (r. 531–579) e irmão de Hormisda IV (r. 579–590). Sua existência é atestada apenas na História de Taraunitis de João Mamicônio, obra considerava como não confiável, e autores como Christian Settipani questionam a sua existência. Aparece no começo do reinado do imperador Focas (r. 602–610) quando é enviado por Cosroes II (r. 590–628), seu sobrinho, para atacar Vaanes II, o Lobo. Estava no comando de 30 000 homens. Enviou coletores de impostos a Arquena, Astianena e Taraunitis, mas houve recusa dos locais para pagar os impostos exigidos. Ao chegar em Taraunitis, reconstruiu a cidade arruinada de Jiunaquerta e rebatizou-a em homenagem a sua esposa Porpes, plantou vinhas e pomares e converteu a um atruxã (atrushan) a catedral fundada por Isaque I, o Parta, construiu uma fortaleza em Tauros e nomeou-a Garar e mudou no nome da montanha de Goroz para Gregur (Grhegurh) em homenagem a seu filho e ali passou o verão. Então enviou presentes a Vaanes e uma carta:
| “ | Para o bravo e poderoso gigante Vaanes, saudações pela ajuda dos deuses. Apesar de estarmos tristes com a morte do filho de nosso irmão, ficamos surpresos com a força de sua sabedoria. Agora eu vim aqui para [fazer] amizade e paz, então venha a mim e prometa pagar os impostos à corte e ser obediente e reter sua honra anterior e não mais entrar em traição. Permaneça bem com a ajuda dos deuses. | ” |
|   | — João Mamicônio, História de Taraunitis, capítulo III. |   |

Vaanes teria lhe enviado a seguinte resposta:
| “ | Seu ser mau e fraco, Vactangue, porco da sua classe, lixo devorador, saudações. Enquanto eu me regozijei com a morte de Mirranes, chorei por sua tolice. Tendo ouvido falar de sua morte e se familiarizado com a força que Deus me deu, como você poderia ousar vir contra a Igreja de Deus? Se você veio em busca de amizade, por que trouxe sua esposa? Poderia você querer um filho de nós? E por que você reconstruiu minha cidade e fez fortalezas? Não, eu sei que você é falso e morde como um cachorro. Valorize a vida mais do que a morte e deixe o país em paz. Caso contrário, a morte que você sofrer será testemunhada por toda a terra. | ” |
|   | — João Mamicônio, História de Taraunitis, capítulo III. |   |

Vactangue se enfureceu e enviou 6 000 homens contra ele em Muxe sob Raanes. 5 500 deles foram massacrados com seu comandante por Vaanes e os sobreviventes fugiram e foram para Vactangue e lhe contaram o que havia acontecido. Ele ficou furioso e ordenou que aqueles que o procuraram fossem decapitados. Movido pela raiva, enviou 8 000 soldados sob Assur contra Vaanes, mas essa força também foi derrotada. No ano seguinte, Vactangue reuniu uma força de 20 000 e enviou para Simbácio uma mensagem: "Venha para que possamos lutar, ou seja, seja obediente e pague impostos". Simbácio reuniu 10 000 homens e foi contra Vactangue em Andaque. Ele deixou 5 000 homens na colina chamada Mau Agaraque ("Campo da Morte") e ele mesmo partiu com 5 000 contra Vactangue para provocá-lo. Vactangue enviou 10 000 homens contra ele, pensando que estava sozinho. As tropas vieram e o cercaram durante a noite. Simbácio queria levantar-se contra eles durante a noite, mas seus sacerdotes da corte o impediram. Agora disse: "Eu confio em Deus que, desde que tenhamos servido fielmente a São Precursor, não nos abandonará". E foi contra as tropas persas com tochas. De repente, viram um homem com cabelos longos que irradiavam luz, o que cegou os olhos dos inimigos. Quando Simbácio viu isso, disse às tropas: "Tomem ânimo, meus filhos, e não temam, pois São Precursor veio em nosso auxílio e está lutando conosco." Os persas começaram a lutar entre si e a matar uns aos outros. E eles os destruíram tanto que torrentes de sangue fluíram.
Apenas 200 homens foram deixados vivos para enviar notícias aos outros sobre o homem que viram durante a noite, pois o inimigo também o havia visto. Simbácio levou seus cavalos para Muxe, para que seu filho Vaanes III transformasse a infantaria da cidade em cavalaria e fosse enviado rapidamente. Vaanes reuniu 2 500 cavaleiros e enviou-os a Simbácio. Então, Simbácio evadiu os persas por 8 dias e preparou sua força. Após 8 dias, Vactangue chegou a essa planície. No dia seguinte, se prepararam à guerra. Durante a noite, Simbácio destacou 2 000 cavaleiros e os levou para um esconderijo atrás dos persas, e deste lado da colina desdobrou 3 000. Assim, de ambos os lados, organizou uma batalha secreta. Então dividiu 8 000 homens em 6 grupos e, de manhã, se organizaram. Para que os persas não soubessem sobre suas armadilhas, rapidamente se virou para eles e os provocou para se mover contra ele.
Logo que a batalha começou, os persas estavam vencendo Simbácio. Então ele foi até a colina e disse: "Onde estão vocês, bravos? Venham à frente." E os bravos atacaram de todos os lados e prenderam o exército persa no meio deles. Eles lutaram até que foi impossível reconhecer um ao outro, exceto pelo som das trombetas e pela visão dos estandartes. Quando Vactangue e Simbácio se enfrentaram, Vactangue disse: "Pare, bastardo. Embora você tenha matado muitos antes, hoje você não escapará das mãos de bravos homens. Nossas espadas vão destruí-lo." Simbácio, entrando em ação, atingiu e cortou a armadura de quadril de Vactangue, feriu-o fatalmente e levou-o para perto de cair no chão. Empurrando sua lança, Simbácio atingiu o seio de Vactangue. A lança ficou presa, mas Simbácio foi incapaz de espetá-la mais fundo. Ele ergueu a voz e disse: "São Precursor, revele-se hoje a seus servos, pois morremos por sua causa e pelos fiéis de Cristo". Então ele atingiu o ombro de Vactangue com sua lança e a arma passou através da armadura e através de seu coração. Puxando sua espada, Simbácio cortou a cabeça de Vactangue, mas não conseguiu mantê-la, porque muitos homens fugiram com a cabeça.
Certo servo de Vactangue segurou a cabeça e fugiu. Simbácio alcançou o fugitivo e atingiu sua cabeça com um porrete, de tal forma que o capacete do homem se partiu e o osso de seu crânio cedeu antes do porrete e Simbácio mal conseguiu retirá-lo. Mas quando fez, a cabeça caiu e o servo morreu. Então outro empregado pegou a cabeça e correu. Simbácio seguiu-o e disse: "Iranianos, não percam os sentidos. Pois Vactangue já caiu, o homem que inspirou seus servos a tomar sua cabeça e fugir. Agora considere se você deve fazer isso." O criado jogou a cabeça de Vactangue no peito de Simbácio e disse: "Pegue, assada e coma. Ai que você não o matou mais cedo". Simbácio pegou a cabeça e perseguiu o criado, dizendo: "Seu iraniano traiçoeiro, por que você não substituiu sua própria cabeça pela de seu senhor? Agora, desde que você traiu seu senhor, tirarei sua cabeça de você."